# عبد الخالق محجوب
 عبد الخالق محجوب (1927 - 1971) قيادي بارز في الحركة الشيوعية العربية والسودانية أعدمه النميري بعد انقلاب فاشل.

## ميلاده
ولد عبد الخالق محجوب في حي السيد المكي بمدينة أم درمان السودانية العاصمة الوطنية لدولة المهدية و أحد معاقل الحركة الوطنية والثقافية، في 23 سبتمبر عام 1927.

## آراؤه ومواقفه السياسية
كان ذا حضور مؤثّر في المحافل الشيوعية العالمية. ألّف عدد من الكتابات والتي تمحورت حول إيجاد صيغة سودانية للماركسية بدلا عن التطبيق الحرفي للتجربة السوفييتية أو الصينية، كما كان له موقف واضح من الخلاف السوفييتي - الصيني.
رفض التبعية للحزب الشيوعي السوفييتي على النقيض من عدد كبير من الأحزاب الشيوعية الأخرى كما كان يرفض الربط بين مبدأ حرية العقيدة والإلحاد.
عارض انقلاب جعفر نميري في 25 مايو 1969 لتعارضه مع مبدأ الديمقراطية الذي ظل يدعو إليه الحزب ولكن لم يستطع الحصول على موافقة أغلبية السكرتاريا المركزية للحزب لإدانة الانقلاب والذي حُسب على الحزب الشيوعي السوداني المشاركة فيه نظرا لتعيين عدد من أعضاء الحزب في الحكومة التي شكّلها نظام 25 مايو.

## انقلاب هاشم العطا
عارض انقلاب هاشم العطا في 19 يوليو 1971 الذي استولى على السلطة لمدة لمدة ثلاثة أيام قبل أن يسترد النميري السلطة، اتهم الحزب الشيوعي السوداني بتدبير الانقلاب نظرا لاشتراك عدد من الضباط المنضمين للحزب الشيوعي فيه وعلى إثر ذلك تمت تصفية عدد كبير من قيادات الحزب الشيوعي.
رفض الهرب من البلاد حيث قدم اقتراح بأن يلجأ إلى سفارة ألمانيا الشرقية معللاً ذلك بأن رسالته الأساسية هي نشر الوعي بين صفوف الجماهير ومحارية العسكرتاريا وإقامة الديمقراطية في السودان واختبأ لمدة 4 أيام قبل أن يسلّم نفسه لوقف المجازر التي كانت ترتكب في صفوف الشيوعيين السودانيين. ليتم إعدامه على يد جعفر نميري إثر محاكمة صورية حولها عبد الخالق إلى محاكمة للنظام[انحياز] مما اضطر القضاة إلى تحويلها لجلسة سرية.

## إعدامه
انتهت حياة عبد الخالق محجوب على حبل مشنقة سجن كوبر في الساعات الأولى من صباح الأربعاء 28 يوليو 1971 م، رثاه عدد كبير من الشعراء العرب والسودانيين كما شكّل إعدامه صدمة كبيرة للحركة الماركسية العربية والسودانية لم يعد الحزب الشيوعي السوداني لسابق نفوذه أبدا بعد إعدامه مع أغلب قيادات الحزب.
وبموتة انتهى فصل من الفكر في الحياة السياسية والاجتماعية السودانية.